# No More Love, No More Death
Pour plus de détails, voir Fiche technique et Distribution.
No More Love, No More Death (太子傳說, Tai Zi chuan shuo) est un film d'action hongkongais réalisé par Herman Yau et Taylor Wong et sorti en 1993 à Hong Kong. C'est la préquelle de With or Without You (1992), sortie en réponse à la popularité du personnage joué par Jacky Cheung, Prince.
Il totalise 6 917 896 HK$ de recettes au box-office.

## Synopsis
Les chefs de la triade Tigre blanc (Chan Yuen) et Dragon vert (Michael Chan (en)) deviennent des ennemis tout en luttant contre Yuk-fung (Yip San). Tigre blanc enlève Prince enfant et invente une histoire sur le prétendu enlèvement de sa mère par Dragon vert. Depuis lors, Prince est déterminé à apprendre les arts martiaux afin de le tuer et de sauver sa mère. Il est formé par Tigre blanc à devenir un tueur, et tuer Dragon vert est devenu son but ultime. Un jour, lorsque Prince (Jacky Cheung) a enfin l'occasion de le tuer, il rencontre la femme de ses rêves, Tweedy (Rosamund Kwan), et ne peut donc plus se venger de Dragon Vert, détruisant pour le fait sa réputation de ne jamais rater sa mission. Son assistante, Ching-ching (Carina Lau), qui est profondément amoureuse de lui, fait en sorte que Tweedy disparaisse, uniquement pour un moment avec lui. Cependant, Prince croit à tort que Ching-ching l'a trahi et a tué Tweedy et il commence à beaucoup boire. Parce qu'il pense que Tweedy est morte, Prince se sent désespéré. Plus tard, Tigre blanc convoque Dragon vert pour lui dire que Prince est en fait le fils de Dragon vert, une nouvelle à laquelle Prince ne s’attend pas. Lorsque Tigre blanc et Dragon vert se disputent l'identité du véritable père de Prince, Tigre Blanc pointe son arme sur Prince et l'accuse de ses ressentiments. Durant la fusillade, Ching-Ching se fait tirer dessus et est tuée par Tigre blanc en protégeant Prince. Par la suite, Tweedy dit également à Prince que Ching-ching lui avait demandé de ne plus le voir avant qu'il n'ait tué Dragon vert. Prince ne dit pas un mot et regarde silencieusement le coucher de soleil à l'horizon avec Tweedy.

## Fiche technique
- Titre original : 太子傳說
- Titre international : No More Love, No More Death
- Réalisation : Herman Yau et Taylor Wong
- Scénario : Chau Ting
- Photographie : Herman Yau
- Musique : Wong Yiu-kwong
- Production : Taylor Wong
- Société de production : Carianna Film & Entertainment Production
- Société de distribution : Newport Entertainment
- Pays d'origine :  Hong Kong
- Langue originale : cantonais
- Format : couleur
- Genre : action et film de gangsters
- Durée : 89 minutes
- Dates de sortie :
  -  Hong Kong : 16 avril 1933
  -  Taïwan : 1993

## Distribution
- Jacky Cheung : Prince
- Rosamund Kwan : Tweedy
- Carina Lau : Ching-ching
- Chin Ho : le tueur de Mute
- Hacken Lee (en) : un policier
- Michael Chan (en) : Dragon vert
- Chan Yuen : Tigre blanc
- Wong Siu-lung : un policier
- Lisa Tung : Lisa
- Tip San : Yuk-fung
- So Wai-nam : un garde du corps
- Lam Kwok-kit : un garde du corps
- Lee Ka-hung : un garde du corps
- Wong Kar-leung : le policier dans l'ascenseur
- Jim James : le juge